# Alexander Millar
Alexander „Alex“ Millar (* 29. Juli 1985) ist ein professioneller britischer Pokerspieler aus England, der hauptsächlich online spielt.

## Persönliches
Millar stammt aus und lebt in Northamptonshire. Er studierte Maschinenbau an der University of Warwick in Coventry.

## Pokerkarriere
Millar begann während seines Studiums auf der Onlinepoker-Plattform PokerStars unter dem Nickname Kanu7 zu spielen und sich mit Freerolls und Turnieren mit niedrigem Buy-in eine Bankroll aufzubauen. Bis Ende 2015 war er Teil des Team PokerStars. Darüber hinaus spielte Millar bei Full Tilt Poker als IReadYrSoul. Er gilt als einer der besten Cash-Game-Spieler der Variante No Limit Hold’em und erwirtschaftete sich bis Ende des Jahres 2016 auf den Plattformen einen Profit von insgesamt mehr als 4,5 Millionen US-Dollar.
Live nahm Millar mehrfach an der World Series of Poker im Rio All-Suite Hotel and Casino am Las Vegas Strip teil. Von 2008 bis 2012 erreichte er sechsmal die Geldränge, dabei erhielt er sein höchstes Preisgeld von knapp 25.000 US-Dollar für den 13. Platz beim Triple Chance im Jahr 2009. Seine bis dato letzte Live-Geldplatzierung erzielte er Anfang Juni 2013 in London. Insgesamt hat sich Millar mit Poker bei Live-Turnieren knapp 100.000 US-Dollar erspielt.